# Folke Rogard
Bror Axel Folke Per Rogard, använde ursprungligen namnet Axel Rosengren, född 6 juli 1899 i Hedvig Eleonora församling, Stockholm, död 11 juni 1973 i Oscars församling, Stockholm, var en svensk advokat, schackspelare och schackorganisatör.
Rogard var vicepresident i det internationella schackförbundet FIDE 1947–1949 och efterträdde då Alexander Rueb som president. Han var ordförande 1949–1970 då Max Euwe efterträdde honom.
Mellan 1947 och 1964 var han också ordförande i Sveriges Schackförbund. Han var president i Nordiska schackförbundet i två omgångar (1947–1948 och 1957–1959).
Han var gift första gången 1921–1934 med Greta Santesson (1898–1999), dotter till Henrik Santesson, och fick dottern Monica 1923. Andra gången 1934 med läkaren Elisabeth Berg-Bügler (1905–1997), de skilde sig 1938. Tredje gången var han gift 1938–1944 med kostymtecknaren Gueye Rolf (1902–1973). Fjärde gången var han gift 1944–1949 med skådespelaren Viveca Lindfors (1920–1995) och fick dottern Lena 1944. Femte och sista gången gifte han sig 1965 med korrespondenten Ella Johansson (1920–2006).